# Elektriciteitscentrale Rockport
DeRockport elektriciteitscentrale is een steenkoolgestookte thermische centrale te Rockport, Indiana, VS. De schoorsteen van de centrale is 316,4m hoog.